# Doughboys (podcast)
Doughboys é um podcast de áudio que acompanha Mike Mitchell e Nick Wiger enquanto analisam restaurantes da cadeia, incluindo restaurantes de fast food, restaurantes casuais rápidos e restaurantes sentados. O podcast começou em maio de 2015 e começou a oferecer episódios de bônus para os apoiadores do Patreon em março de 2017 sob o nome Doughboys Double. A Doughboys ingressou na rede HeadGum em abril de 2018, depois de ter sido membro da rede Feral Audio até sua dissolução.
Os episódios do podcast apresentam um convidado semanal, incluindo pessoas notáveis do mundo da comédia, como Scott Aukerman, Gillian Jacobs, Sarah Silverman, Ike Barinholtz, Kyle Mooney, Beck Bennett, Matt Besser, Haley Joel Osment, Lauren Lapkus, Bill Oakley e Paul Scheer, Jason Mantzoukas, John Hodgman, Paul F. Tompkins e D'Arcy Carden. Mitchell e Wiger também fizeram shows ao vivo nos Estados Unidos e no Canadá.

## Mitch Live
Mike Mitchell também apresenta o talk show Mitch Live. Em cada episódio, ele entrevista celebridades como Eric Andre, Paul Rust e Johnny Impact, mas não sabe nada do que acontecerá, incluindo as piadas que ele contará, quem são os convidados ou, às vezes, quando e onde o programa acontecerá. Mitch Live é apresentado para um público de teatro em Los Angeles e transmitido no Twitch . O show conta com uma banda interna liderada pelo tecladista Don't Stop Or'll Die Michael Michael Cassady.

## Bug Mane
Doughboys é frequentemente creditado por popularizar o Bug Mane, uma personalidade da Internet, suposto líder de culto e vigarista que ganhou notoriedade principalmente por suas aparições neste e em outros podcasts.
Os seguidores de Bug Mane se identificam nas mídias sociais com o uso do emoji de verme ao lado de seus nomes de tela. Eles o ajudam promovendo seus projetos, como seu talk show de streaming, mercadoria, e aparições em podcast.[carece de fontes?]

## BugCon
O BugCon 2019 foi realizado no Burbank Airport Marriott nos dias 8 e 9 de junho de 2019 e teve participações de Mike Mitchell, Nick Wiger, Bug Mane, Connor Golden, Rocco Tenaglia, Cait Raft, The Breadcast, Movie Premieres Unlimited, The Americana No Brand Memes e outros. O evento é uma paródia da Comic-Con e acontece todos os anos em Burbank.